# Taema-Schule

Das Gebiet der Taema-Schule um Katsuragi in der Präfektur Nara.

Die Taema-Schule – auch als Taima-Schule bezeichnet – (Jap. 当麻) ist eine japanische Schwertschmiedeschule aus dem Gebiet um Nara. Sie ist neben der Senjuin-Schule, Shikkage-Schule, Tegai-Schule und der Hōshō-Schule eine der fünf Zweige der klassischen Yamato-Schule.

## Geschichte
Die Schule wurde nach dem Taema-Tempel (Taima-dera) in Katsuragi in der Präfektur Nara benannt. Gründer der Schmiedeschule soll der Schwertschmied Kuniyuki gewesen sein, welcher gegen Ende des 13. Jahrhunderts aktiv war. Allerdings findet sich bereits ein mit Taema (当麻) signiertes Schwert aus dem Jahr 1248, was für eine frühere Existenz der Schule spricht. Die Taema Schwertschmiede schmiedeten vornehmlich für die in der Gegend ansässigen Sōhei Kriegermönche Schwerter. Die Arbeiten der Schwertschmiedeschule sind vergleichsweise selten, weshalb sich im Juyo Index der Nippon Bijutsu Token Hozon Kyokai – kurz NBTHK (Gesellschaft zur Erhaltung des japanischen Kunst-Schwertes) lediglich 177 Schwerter der Taema Schule finden.

## Charakteristika

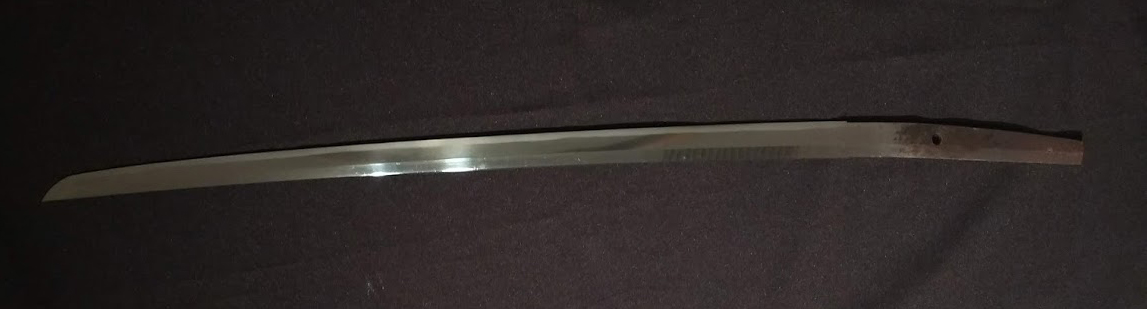
Taema Klinge mit geringer Sugata (Wölbung).

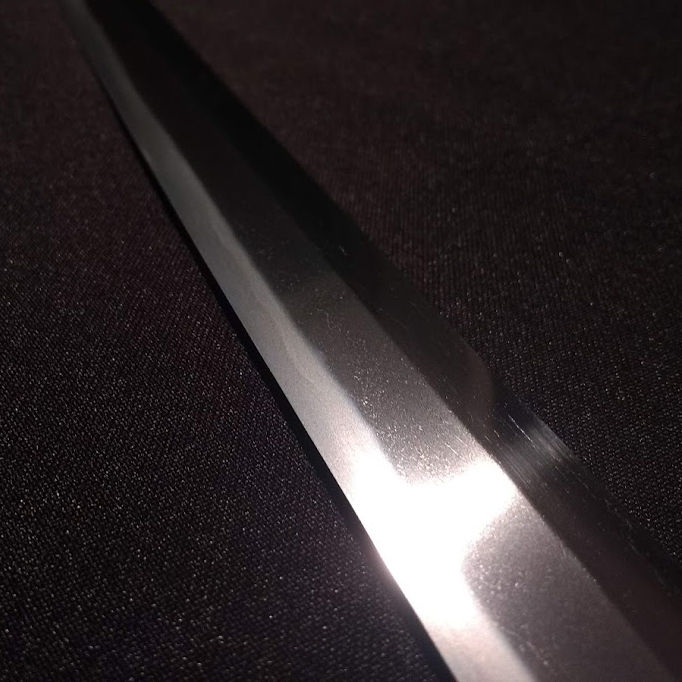
Typische Härtelinie einer Taema Klinge in Suguha mit leicht wellenförmigem Verlauf.

- Wie für Schwerter der Yamato-Tradition üblich sind die Schwertklingen der Taema-Schule von der Form her eher schlank und grazil, jedoch mit einem relativ hohen Klingengrat (Shinogi) und breitem Shinogi-ji. Sie weisen jedoch auch Merkmale der Sōshū-Tradition auf.
- Die Klingenform (Sugata) passte sich jeweils den für die jeweilige Periode üblichen Formen an.
- Horimono und Hohlkehlen (Hi) sind eher selten bei Taema-Klingen.
- Die Härtelinie verläuft in der Regel gleichmäßig und parallel zur Schneide (Suguha), wobei sie regelmäßig einen leicht geschwungenen, wellenförmigen Anteil (Midare) aufweisen.
- Die Härtelinie der Klingenspitze (Boshi) verläuft meist parallel zur Schneide bis zur Klingenrückseite (Yakitsume). Daneben kommen auch  regelmäßige wellenförmige Härtelinien im Boshi (Notare komi) vor.

## Bekannte Schwertschmiede (Auswahl)
- Arimitsu (jap. 有光)
- Aritoshi (jap. 有利)
- Kuniyuki (jap. 國行), mutmaßlicher Gründer der Taema-Schule.
- Tomokiyo (jap. 友清), Sohn des Kuniyuki.
- Tomomitsu (jap. 友光), Sohn des Tomoyuki.
- Tomonaga (jap. 友長)
- Tomotsuna (jap. 友綱)
- Toshiyuki  (jap. 俊行), jüngerer Bruder des Kuniyuki.[3]